# Mulepumpe
En mulepumpe, også kaldet en markpumpe, er en vandpumpe, som anvendes på græsningsarealer og med hvilken dyrene selv kan pumpe drikkevand op fra eksempelvis en tilstødende bæk. Vandet serveres i et trug som delvist dækkes af en hævearm, så for at komme til vandet må dyret med mulen trykke hævearmen ned/frem. Hævearmen er forbundet til pumpen, som er en helt almindelig membranpumpe. Hvert pumpeslag producerer cirka en halv liter vand. En mulepumpe kan levere vand til op til 40 køer. Mulepumpen er en enkel og relativt mobil anordning, som forhindrer erosion af sø- og vandløbsbredder og at dyrene forurener vandet.
- Mulepumpe ved Gabøl Bæk i Sønderjylland